# Percilia
Percilia è un genere di pesci ossei d'acqua dolce. Si tratta dell'unico genere appartenente alla famiglia Perciliidae (ordine Perciformes).

## Distribuzione e habitat
Le due specie sono endemiche del Cile.

## Descrizione
Sono pesci di piccola taglia che non raggiunge i 10 cm.

## Biologia
Ignota.

## Specie
- Genere Percilia
  - Percilia gillissi
  - Percilia irwini[2]